# Brian Michael Bendis
Brian Michael Bendis (Cleveland, 18 augustus 1967) is een Amerikaans stripauteur. Hij heeft verschillende prijzen gewonnen, zoals vijf Eisner Awards. Hoewel hij begon als schrijver en tekenaar van noir fiction-series, is hij onder meer bekend als schrijver bij Marvel Comics aan titels als Ultimate Spider-Man.

## Biografie
Bendis werd geboren in een Joods-Amerikaanse familie. Hij bezocht de Hebrew Academy of Cleveland en het Cleveland Institute of Art. In de jaren 90, na zijn opleiding aan de kunstschool te hebben afgerond, betrad Bendis de stripboekindustrie. Zijn eerste werk was een genre genaamd noir fiction, wat hij zowel schreef als tekende.
Begin jaren 90 kwam Bendis terecht bij Caliber Comics. Hier schreef hij titels als A.K.A. Goldfish en Jinx, die hij beide ook bezat. Hij werkte tevens als tekenaar voor het Champions of the Galaxy kaartspel. Later verhuisde Bendis zijn werk naar Image Comics, waar hij als toevoeging aan A.K.A. Goldfish en Jinx de graphic novel Torso bedacht, gebaseerd op het verhaal van Eliot Ness’ jacht op de Cleveland Torso Murderer. In 1999 won Bendis zijn eerste Will Eisner-award, "Talent Deserving of Higher Recognition". Bendis werkte ook aan twee series die eigendom waren van Todd McFarlane: Sam and Twitch en Hellspawn. In 2000 begon Bendis met het schrijven van de serie Powers, gepubliceerd door Image Comics met tekeningen van Michael Avon Oeming. Deze serie diende als brug tussen Bridge’s noir fiction genre en het superheldengenre waar hij hierna aan ging werken.
Terwijl hij werkte voor Caliber Comics, leerde Bendis David Mack kennen. Hij hielp Bendis een positie te krijgen bij Marvel Comics.
Bij Marvel werkte Bendis samen met Joe Quesada, Bill Jemas en Mark Millar aan het opzetten van de Ultimate Marvel stripserie; een serie geheel gericht op een nieuw jong publiek. Bendis schreef zelf de Ultimate Marvel strips van Spider-Man, die uitkwamen in 2000 en meteen een grote hit werden. Dit maakte Bendis bekend bij een groter publiek.
Bendis volgende stap was het overnemen van het schrijfwerk voor de Daredevil stripserie in 2001. Bendis’ Daredevil reeks werd vergeleken met de beroemde reeks van Frank Miller uit de jaren 80, en leverde Bendis twee Eisner Awards op in 2003 (Best Continuing Series en Best Writer). De verhaallijn van Bendis’ Daredevil strips richtte zich vooral op de ondergang van de Kingpin, en de bekendmaking van Daredevils ware identiteit.
Bendis bleef hiernaast doorwerken aan de Ultimate Marvel strips. Niet alleen de Spider-Man strips, maar ook de Ultimate versies van X-Men en de Fantastic Four. Daarnaast schreef hij geheel de Ultimate Marvel Team-Up en Ultimate Six.
Marvel lanceerde in 2001 de MAX stripreeks, met Bendis' Alias als eerste titel. De serie veroorzaakte in het begin nogal wat opschudding door het soms grove taalgebruik en de controversiële scènes.
In 2004 nam Bendis de Avengers serie over. Zijn eerste verhaal was “Avengers Disassembled”, een crossover die zeer goed verkocht maar onder fans van de serie als zeer controversieel werd gezien. Bendis liet namelijk een paar favoriete personages zoals Hawkeye en Vision omkomen, en het team in zijn geheel uit elkaar vallen. Dit vormde de basis voor de New Avengers serie.
Eveneens in 2004 verhuisde Bendis zijn stripserie Powers van Image Comics naar Marvel Comics. Powers kon echter niet worden gepubliceerd als onderdeel van de normale Marvel stripseries omdat Powers feitelijk in handen was van Bendis. Daarom bedacht Marvel de Icon Comics serie, waar Powers onderdeel van werd.
In 2005 schreef Bendis het merendeel van de crossover House of M, die zich kort na Avengers Disassembled afspeelde en waarin Scarlet Witch duizenden mutanten machteloos maakte nadat haar pogingen een utopia voor mutanten te creëren mislukte.
In 2007 zal Bendis zich weer bezig gaan houden met de Avengers. Zo staat de nieuwe serie “Mighty Avengers” gepland.
Bendis was co-uitvoerend producent voor MTV’s animatieserie Spider-Man: The New Animated Series. Tevens schrijft hij aan een script voor een Jinx film met Charlize Theron in de hoofdrol Recentelijk heeft Bendis ook de wereld van de videospellen betreden met het uitbrengen van het Ultimate Spider-Man computerspel.
Bendis woont momenteel in Portland, Oregon met zijn vrouw Alisa, dochter Oliva en honden Shroeder en Buster

## Trivia
- Bendis is bekend om zijn extreem sarcastische en soms grove antwoorden (wat veel lezers schijnen te waarderen) die hij geeft op vragen van fans in brievencolumns en internetpagina’s.
- Bendis heeft vijf prestigieuze Eisner Awards gewonnen, waaronder twee keer achter elkaar "Best Writer of the Year".
- Bendis werd minstens twee keer genoemd in de serie The O.C. en is goede vrienden met de schrijver van deze serie, Allen Heinberg.
- Bendis staat erom bekend lezers hun geld terug te beloven als een strip tegenvalt, op voorwaarde dat ze de strip naar hem toesturen.
- Bendis wordt even genoemd in de Daredevil-film wanneer een corrupte boksmanager een paar namen van boksers opnoemt: "Miller...Mack...[and] Bendis".